# Herpetineuron acutifolium
Herpetineuron acutifolium là một loài Rêu trong họ Thuidiaceae. Loài này được (Mitt.) Granzow mô tả khoa học đầu tiên năm 1989.